# سیارک ۲۵۱۵۹۵
سیارک ۲۵۱۵۹۵ (به انگلیسی: 251595 Rudolfbottger، نامگذاری:2009HA36)۲۵۱۵۹۵مین سیارک کشف شده‌است که در ۲۰ آوریل ۲۰۰۹ کشف شد.